# Eurhynchium trichocladoides
Eurhynchium trichocladoides là một loài rêu trong họ Brachytheciaceae. Loài này được Ignatov mô tả khoa học đầu tiên năm 1999.